# Verso Occidente l'impero dirige il suo corso (Leutze)
Verso Occidente l'impero dirige il suo corso (Westward the Course of Empire Takes Its Way, anche noto come Westward Ho) è un dipinto murale di 6,1 metri per 9,1 metri esposto dietro la scalinata ovest della sede della camera dei rappresentanti nel Campidoglio degli Stati Uniti. Il murale venne dipinto da Emanuel Gottlieb Leutze nel 1861 e rappresenta il "destino manifesto", la convinzione che gli Stati Uniti fossero destinati all'esplorazione e all'espansione verso Occidente originata dalle prime colonie lungo la costa atlantica fino all'oceano Pacifico. Uno studio che misura 84,5 centimetri di altezza per 110,2 centimetri di larghezza è esposto allo Smithsonian American Art Museum.

## Descrizione
Leutze ha ritratto insieme donne e uomini, guide montane, dei carri e dei muli per dare l'idea di un pellegrinaggio ordinato da Dio verso la terra promessa della frontiera occidentale. Nella metà sinistra del quadro viene ritratto l'accesso alla baia di San Francisco, il Golden Gate, che viene indicata dal pellegrino a cavallo che si trova sulla cima di una roccia in primo piano. Ai lati della composizione si trovano dei ritratti degli esploratori Daniel Boone (a destra) e William Clark (a sinistra), mentre nello studio al museo d'arte statunitense dello Smithsonian i due ritratti sono situati in basso. Nella parte destra del dipinto si trova una valle (probabilmente presso le Montagne Rocciose) a rappresentare la valle dell'Oscurità e a simboleggiare i pericoli affrontati dagli esploratori. Quest'iconografia imperiale è ritenuta un simbolo dell'eccezionalismo americano e del compimento del destino manifesto, che alla fine avrebbe portato allo sviluppo dell'impero americano.

## Citazione letteraria

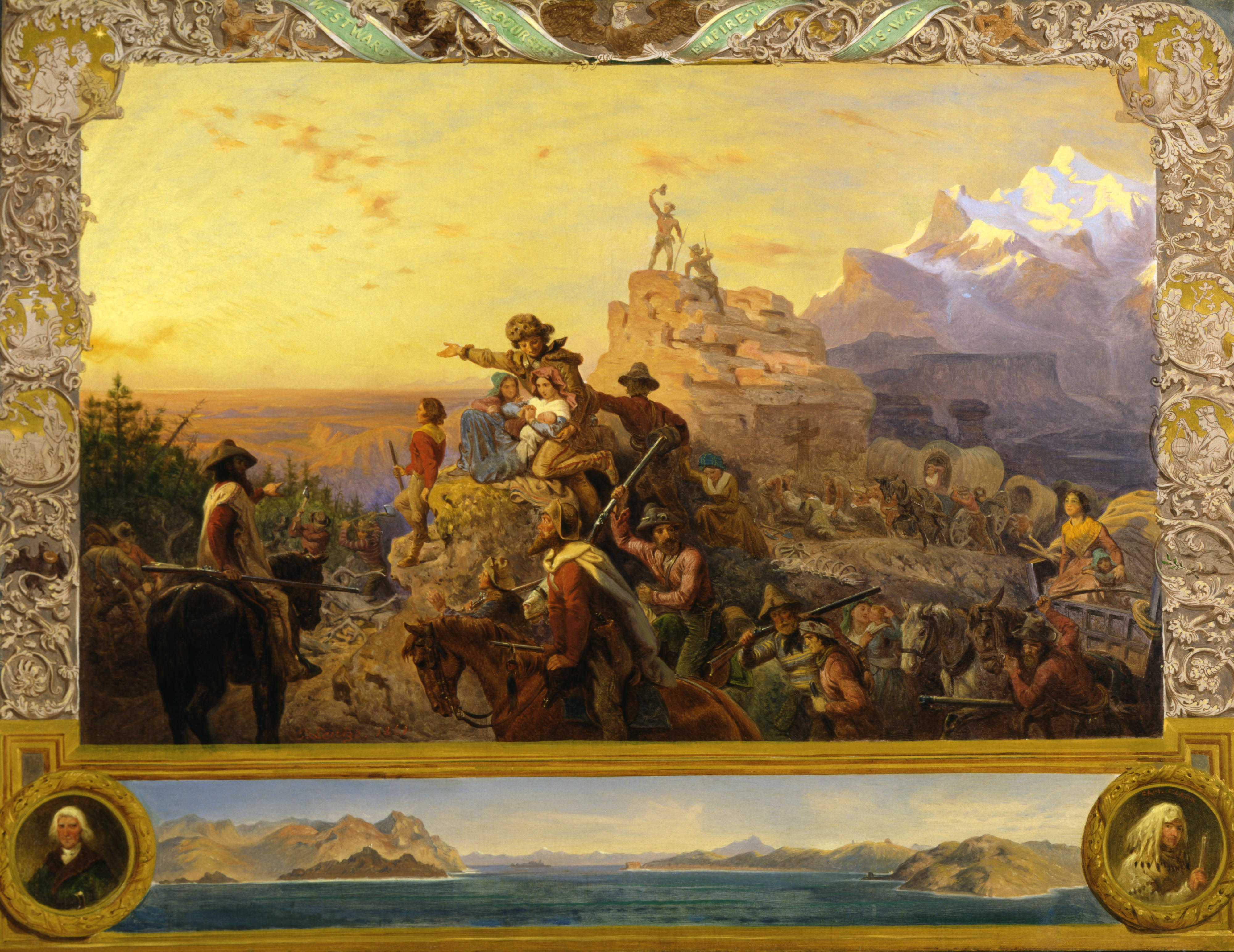
Lo studio dell'opera conservato nello Smithsonian American Art Museum.

Il quadro si rifà ai versi conclusivi dei Verses on the Prospect of Planting Arts and Learning in America di George Berkeley:
The first four Acts already past,
A fifth shall close the Drama with the day;
Time's noblest offspring is the last.»
i primi quattro atti sono già passati, 
un quinto chiuderà il Dramma alla fine dei giorni; 
i figli più nobili del Tempo sono gli ultimi.»

## Influenze
Il pellegrino che gesticola su una roccia alta è molto simile al francobollo di 5 cent Fremont in the Rocky Mountains, che faceva parte della serie del 1898 Trans-Mississippi e fu ristampato un secolo dopo.
Una stampa di Currier and Ives del 1868 adopera lo stesso titolo e lo stesso tema per una stampa molto diversa, che ritrae una ferrovia che attraversa un insediamento di fondazione recente mentre il treno va verso ovest.
Una stampa fotografica e una stereografia di Alexander Gardner, entrambe ritraenti la fine del percorso in costruzione di un treno di frontiera, furono intitolate Westward The Course of Empire Takes Its Way.
David Foster Wallace intitolò una delle sue storie brevi Verso Occidente l'impero dirige il suo corso, contenuta nella sua raccolta del 1989 La ragazza con i capelli strani.